# Curva premolare

Curva premolare dove a = 1. Il nome della curva è dovuto alla sua forma, somigliante al dente premolare

La curva premolare (o curva bicuspidata) è una curva quartica data dall'equazione
{\displaystyle (x^{2}-a^{2})(x-a)^{2}+(y^{2}-a^{2})^{2}=0,}
con {\displaystyle a\in \mathbb {R} .} Se {\displaystyle a=0}, la curva degenera in un singolo punto, l'origine, descritto dall'equazione {\displaystyle x^{4}+y^{4}=0.}
Se {\displaystyle a\neq 0,} la curva premolare ha due cuspidi: una nel punto {\displaystyle (a,-a)} e un'altra nel punto {\displaystyle (a,a).}
La curva premolare con {\displaystyle a=1} ha un'area approssimativa di
{\displaystyle A\approx 3,47661,}
e un perimetro approssimativamente di
{\displaystyle P\approx 9,86177.}